# Franco Zappa
Franco Zappa (Sondalo, 8 luglio 1922 – 21 giugno 2003) è stato un politico italiano.

## Biografia
Laureato in giurisprudenza all'Università di Pavia, fu avvocato. Esponente del Partito Socialista Italiano della corrente lombardiana, è stato più volte consigliere comunale a Sondalo e a Sondrio, oltre che consigliere provinciale. 
Venne eletto deputato con il PSI alle elezioni politiche del 1958 e confermato a quelle del 1963; nel 1964 è eletto presidente della Commissione Giustizia della Camera dei deputati. Nel 1966 confluisce con il suo partito nel PSI-PSDI Unificati. Con tale formazione politica viene rieletto deputato alle elezioni politiche del 1968. Dopo la fine dell'esperienza unitaria dei due partiti, rientra nel PSI, che rappresenta a Montecitorio fino al 1972. 
Morì il 21 giugno 2003, tre settimane prima di compiere 81 anni.